# Cầu vịnh Giao Châu

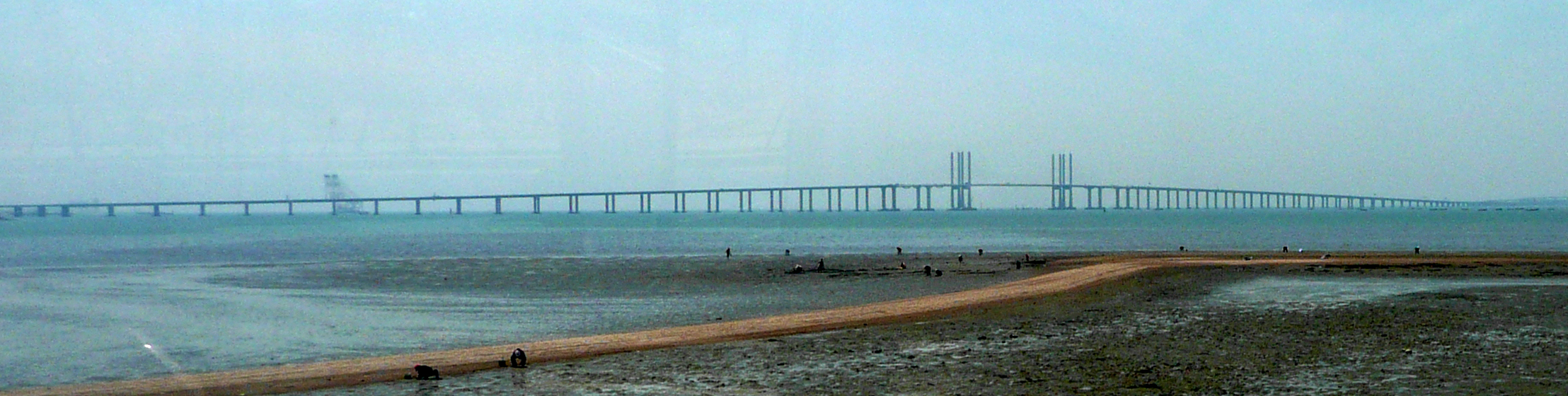
Cầu vịnh Giao Châu

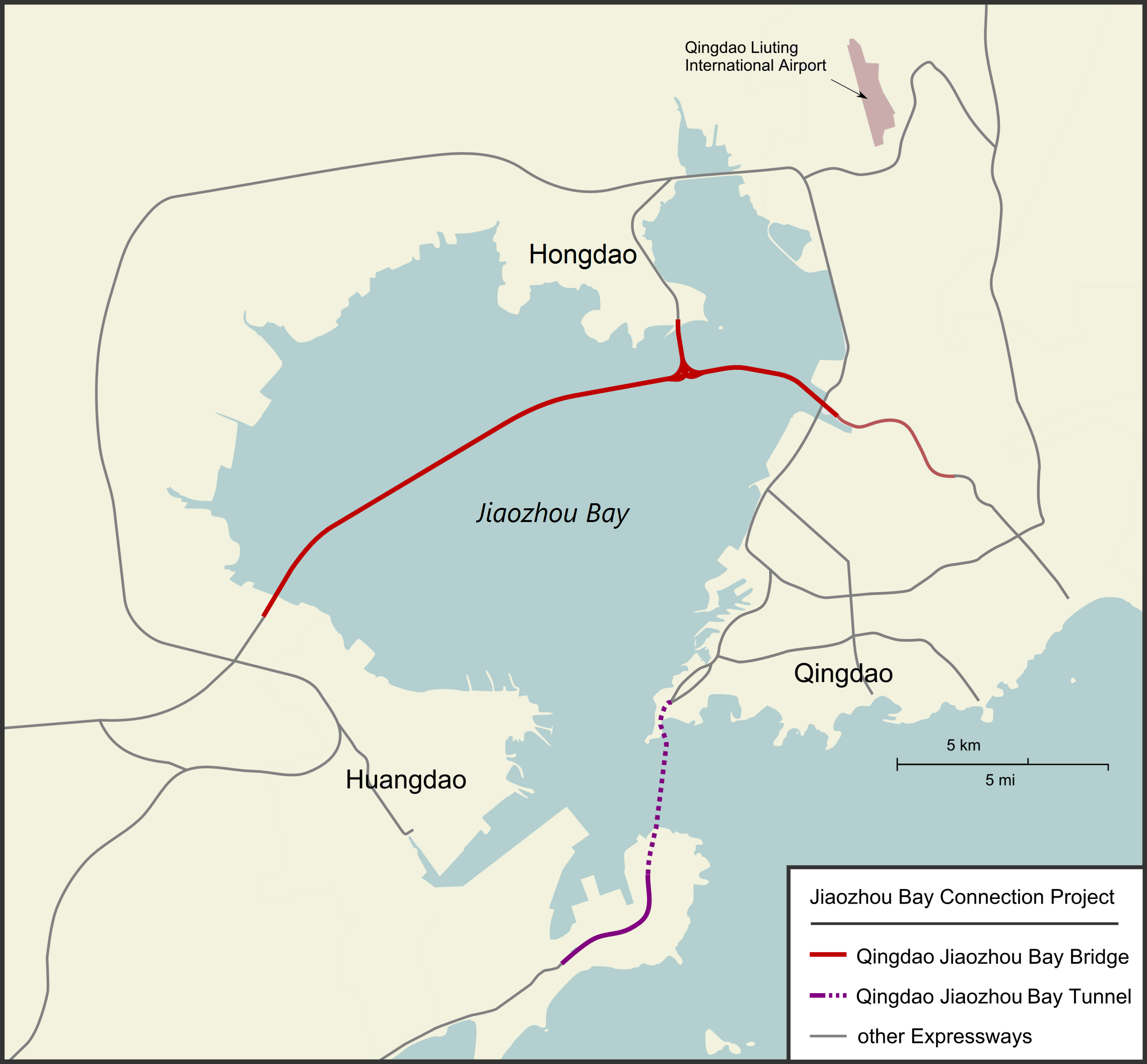
Vị trí cầu trên bản đồ

Cầu vịnh Giao Châu là một cây cầu đường bộ ở tỉnh Sơn Đông miền đông Trung Quốc. Cầu xuyên qua vịnh Giao Châu, kết nối quận Hoàng Đảo, thành phố Thanh Đảo và bán đảo Hồng Đảo (cây cầu hình chữ "T" với 3 điểm nhập vào/ra, xem bản đồ). Khai trương ngày 30 tháng 6 năm 2011, nó làm giảm khoảng cách đường bộ giữa Thanh Đảo và Hoàng Đảo. Cầu mở cùng một lúc như đường hầm Thanh-Hoàng gần đó, cả hai phần của Dự án kết nối vịnh Giao Châu.
Cầu vịnh Giao Châu có chiều dài 26,7 km (16,6 dặm), là một phần của Dự án kết nối vịnh Giao Châu với tổng thể 41,58 km (25,84 dặm). Theo Sách kỷ lục Guinness là cây cầu dài nhất thế giới trên mặt nước (tính theo tổng chiều dài 41,58 km) tại thời điểm tháng 7 năm 2011, vượt qua hai cầu khác tại Trung Quốc là cầu vịnh Hàng Châu và cầu Đông Hải.. Cây cầu dài nhất về "chiều dài liên tục" trên nước là Lake Pontchartrain Causeway, sự khác biệt là chiếc cầu nêu sau chạy liên tục trên mặt nước trong khi Cầu vịnh Giao Châu có phần chạy trên mặt đất. Ước tính cầu Giao Châu có chiều dài trên mặt nước là 25,5 km (15,8 dặm).
Chi phí của cây cầu đã nêu bởi công ty truyền hình quốc doanh chính thức CCTV là 10 tỷ nhân dân tệ (1,5 tỷ USD). Tuy nhiên, các nguồn khác đã nêu chi phí cao hơn.